# RIU Hotels & Resorts
RIU Hotels & Resorts (RIUSA II, S.A. oder kurz RIU) ist eine spanische Hotelkette mit Sitz an der Platja de Palma auf Mallorca in Spanien. 2023 setzte die aus 97 Hotels mit 50.000 Zimmern und 35.808 Beschäftigten bestehende Kette 3,6 Milliarden Euro um.
Geschäftsführende Teilhaber sind Luis Riu Güell und Carmen Riu Güell, die Enkel des Gründers. Seit 1976 hält der Reisekonzern TUI die Mehrheit der Anteile an RIU. RIU wiederum hält seit 2004 Aktienanteile an TUI (8 % im März 2014). Im März 2019 kaufte RIU 1,1 Mio. TUI-Aktien hinzu und hält nun insgesamt 3,56 % der Anteile des Reisekonzerns.

## Geschichte

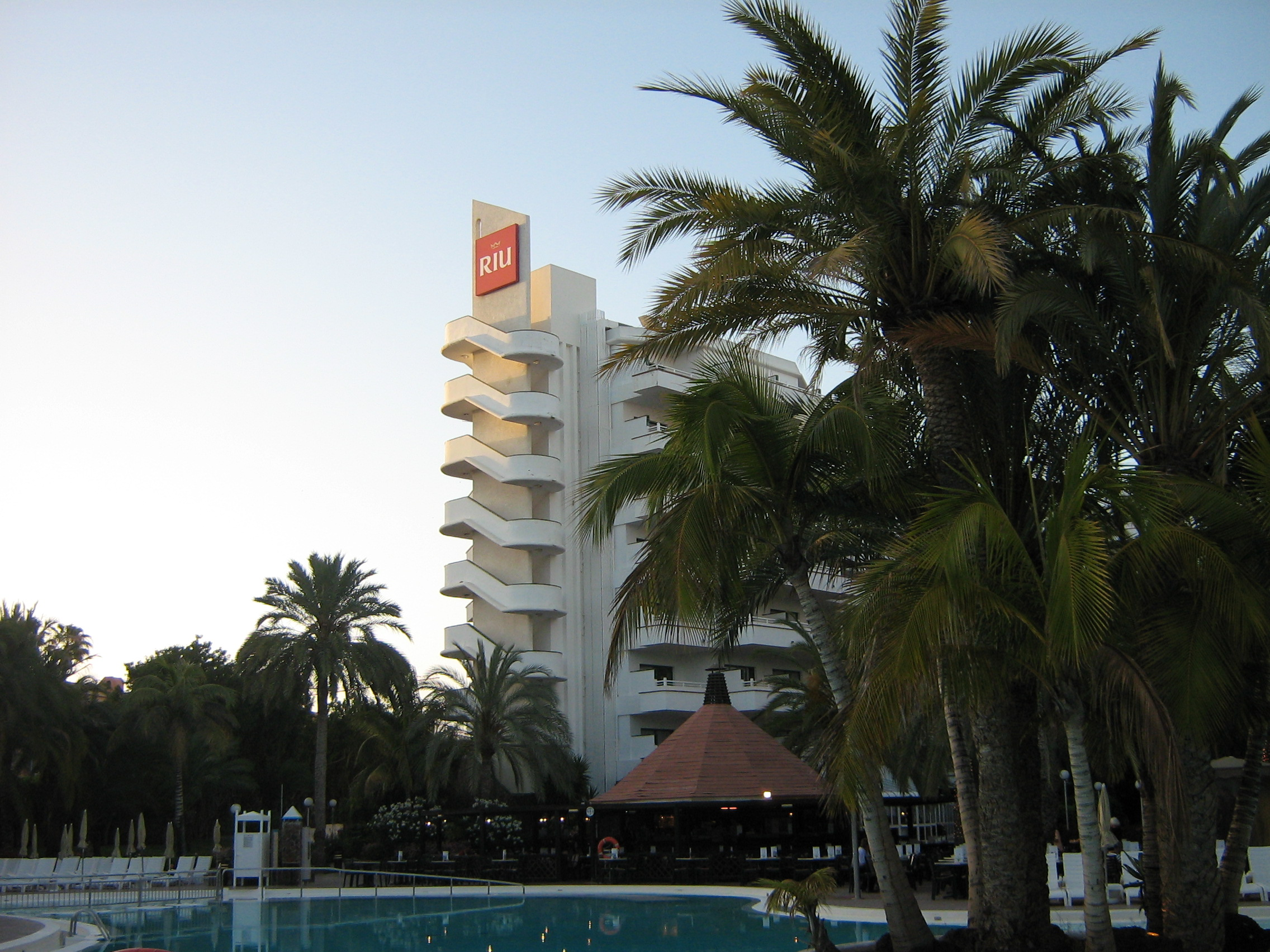
Das RIU Papayas auf Gran Canaria

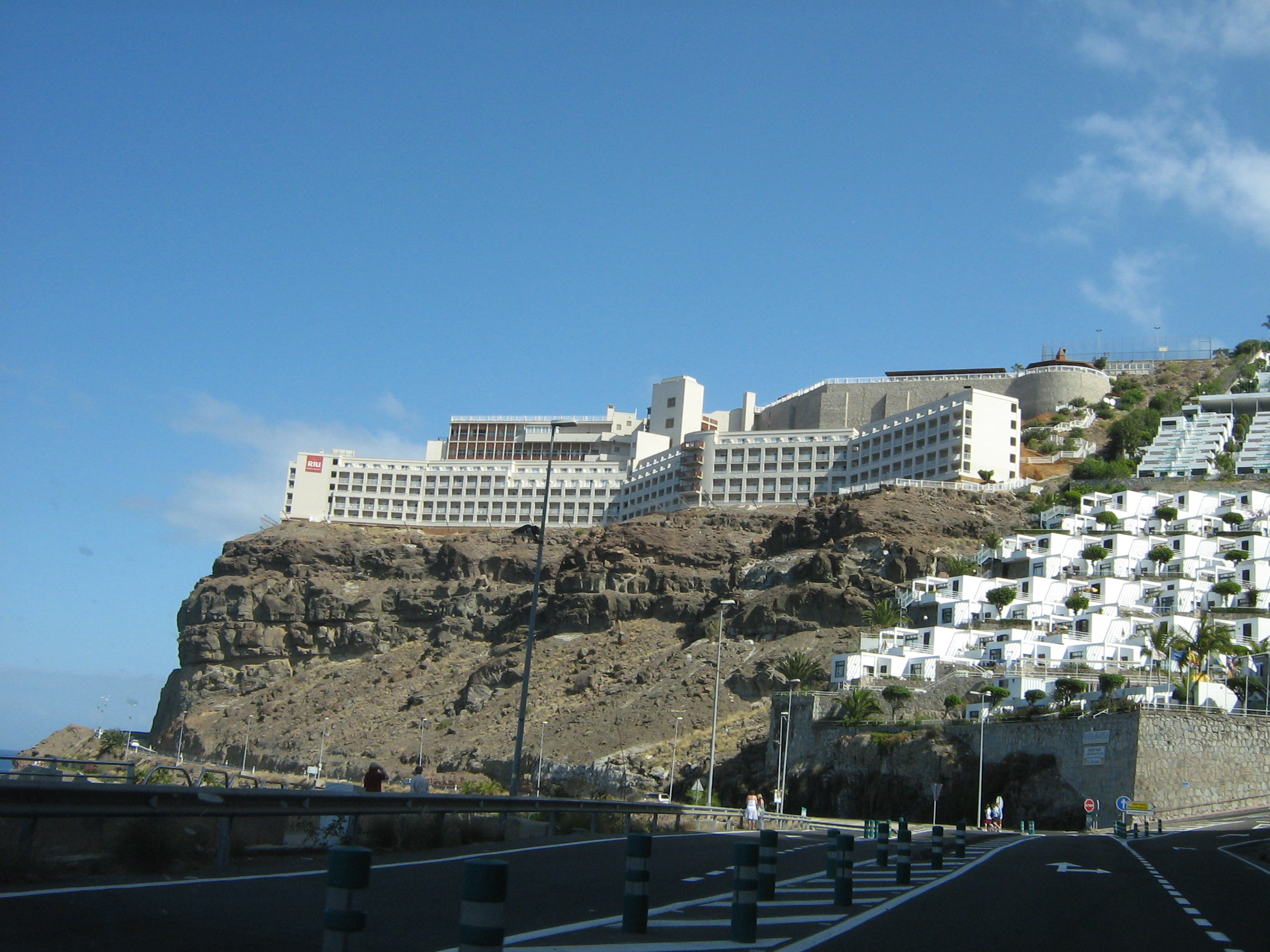
Das RIU ClubHotel Vistamar auf Gran Canaria

RIU wurde 1953 als kleiner Familienbetrieb von Don Juan Riu gegründet, das erste Hotel war das San Francisco auf Mallorca. Das ursprüngliche Hotel wurde inzwischen abgerissen und an derselben Stelle in Playa de Palma wiedererbaut.
In den 1960er Jahren wurden weitere Hotels auf Mallorca gebaut. In den 1980er Jahren expandierte das Unternehmen. Zuerst wurden Hotels auf den Kanarischen Inseln gebaut. Nachdem diese Expansion erfolgreich verlaufen war, wurde in den 1990er Jahren das erste Hotel außerhalb von Spanien in der Dominikanischen Republik gebaut. Innerhalb von wenigen Jahren wurden weitere Hotels auf anderen Karibikinseln und in Florida gebaut. Vor allem wurden Hotels in Mexiko gebaut, welche heute nach Spanien den größten Anteil ausmachen. Insgesamt existieren 97 Hotels in 21 Ländern.
Diese Hotels sind wie folgt unterteilt:
| Land                         | Ort/Insel                | Hotel                            | Besonderheit |
| ---------------------------- | ------------------------ | -------------------------------- | ------------ |
| Aruba                        | Palm Beach               | RIU Palace Antillas              | Adults Only  |
| Aruba                        | Palm Beach               | RIU Palace Aruba                 |              |
| Bahamas                      | Paradise Island          | RIU Palace Paradise Island       | Adults Only  |
| Costa Rica                   | Guanacaste               | RIU Guanacaste 5*                |              |
| Costa Rica                   | Guanacaste               | RIU Palace Costa Rica            |              |
| Dominikanische Republik      | Punta Cana               | RIU Bambu 5*                     |              |
| Dominikanische Republik      | Punta Cana               | RIU Palace Bavaro                |              |
| Dominikanische Republik      | Punta Cana               | RIU Palace Macao                 | Adults Only  |
| Dominikanische Republik      | Punta Cana               | RIU Palace Punta Cana            |              |
| Dominikanische Republik      | Punta Cana               | RIU Republica 5*                 | Adults Only  |
| Jamaika                      | Falmouth                 | RIU Palace Aquarelle             |              |
| Jamaika                      | Montego Bay              | RIU Montego Bay                  | Adults Only  |
| Jamaika                      | Montego Bay              | RIU Palace Jamaika               | Adults Only  |
| Jamaika                      | Montego Bay              | RIU Reggae 5*                    | Adults Only  |
| Jamaika                      | Negril                   | RIU Negril 5*                    |              |
| Jamaika                      | Negril                   | RIU Palace Tropical Bay          |              |
| Jamaika                      | Ocho Rios                | RIU Ocho Rios 5*                 |              |
| Mexiko                       | Cancún                   | RIU Cancun 5*                    |              |
| Mexiko                       | Cancún                   | RIU Caribe 5*                    |              |
| Mexiko                       | Cancún                   | RIU Dunamar 5*                   |              |
| Mexiko                       | Cancún                   | RIU Latino 5*                    | Adults Only  |
| Mexiko                       | Cancún                   | RIU Palace Costa Mujeres         |              |
| Mexiko                       | Cancún                   | RIU Palace Las Americas          | Adults Only  |
| Mexiko                       | Cancún                   | RIU Palace Peninsula             |              |
| Mexiko                       | Guadalajara              | RIU Plaza Guadalajara            |              |
| Mexiko                       | Los Cabos                | RIU Palace Baja California       | Adults Only  |
| Mexiko                       | Los Cabos                | RIU Palace Cabo San Lucas        |              |
| Mexiko                       | Los Cabos                | RIU Santa Fe 5*                  |              |
| Mexiko                       | Mazatlán                 | RIU Emerald Bay 5*               |              |
| Mexiko                       | Playa del Carmen         | RIU Lupita 5*                    | Adults Only  |
| Mexiko                       | Playa del Carmen         | RIU Palace Mexico                |              |
| Mexiko                       | Playa del Carmen         | RIU Palace Riviera Maya          |              |
| Mexiko                       | Playa del Carmen         | RIU Playacar 5*                  |              |
| Mexiko                       | Playa del Carmen         | RIU Tequila 5*                   |              |
| Mexiko                       | Playa del Carmen         | RIU Yucatan 5*                   |              |
| Mexiko                       | Riviera Nayarit-Vallarta | RIU Jalisco 5*                   |              |
| Mexiko                       | Riviera Nayarit-Vallarta | RIU Palace Pacifico              | Adults Only  |
| Mexiko                       | Riviera Nayarit-Vallarta | RIU Vallarta 5*                  |              |
| Panama                       | Panama City              | RIU Plaza Panama                 |              |
| Panama                       | Playa Blanca             | RIU Playa Blanca 5*              |              |
| Vereinigte Staaten           | Chicago                  | RIU Plaza Chicago                |              |
| Vereinigte Staaten           | Miami Beach              | RIU Plaza Miami Beach            |              |
| Vereinigte Staaten           | New York                 | RIU Plaza Manhattan Times Square |              |
| Vereinigte Staaten           | New York                 | RIU Plaza New York Times Square  |              |
| Vereinigte Staaten           | San Francisco            | RIU Plaza Fisherman's Wharf      |              |
| Deutschland                  | Berlin                   | RIU Plaza Berlin                 |              |
| Vereinigtes Königreich       | London                   | RIU Plaza London Victoria        |              |
| Irland                       | Dublin                   | RIU Plaza The Gresham Dublin     |              |
| Portugal                     | Madeira                  | RIU Madeira 4*                   |              |
| Spanien                      | Cádiz                    | RIU Chiclana 4*                  |              |
| Spanien                      | Formentera               | RIU La Mola 4*                   |              |
| Spanien                      | Fuerteventura            | RIU Calypso 4*                   | Adults Only  |
| Spanien                      | Fuerteventura            | RIU Oliva Beach Resort 3*        |              |
| Spanien                      | Fuerteventura            | RIU Palace Jandia                |              |
| Spanien                      | Fuerteventura            | RIU Palace Tres Islas            |              |
| Spanien                      | Gran Canaria             | RIU Gran Canaria 4*              |              |
| Spanien                      | Gran Canaria             | RIU Palace Maspalomas            | Adults Only  |
| Spanien                      | Gran Canaria             | RIU Palace Meloneras             |              |
| Spanien                      | Gran Canaria             | RIU Palace Oasis                 |              |
| Spanien                      | Gran Canaria             | RIU Palace Palmeras              |              |
| Spanien                      | Gran Canaria             | RIU Papayas 4*                   |              |
| Spanien                      | Gran Canaria             | RIU Vistamar 4*                  |              |
| Spanien                      | Lanzarote                | RIU Paraiso Lanzarote 4*         |              |
| Spanien                      | Madrid                   | RIU Plaza España                 |              |
| Spanien                      | Malaga - Nerja           | RIU Monica 4*                    | Adults Only  |
| Spanien                      | Malaga - Torremolinos    | RIU Costa del Sol 4*             |              |
| Spanien                      | Malaga - Torremolinos    | RIU Nautilus 4*                  | Adults Only  |
| Spanien                      | Mallorca                 | RIU Bravo 4*                     |              |
| Spanien                      | Mallorca                 | RIU Concordia 4*                 |              |
| Spanien                      | Mallorca                 | RIU Restival 4*                  |              |
| Spanien                      | Mallorca                 | RIU Playa Park 4*                |              |
| Spanien                      | Mallorca                 | RIU San Francisco 4*             | Adults Only  |
| Spanien                      | Teneriffa                | RIU Arecas 4*                    | Adults Only  |
| Spanien                      | Teneriffa                | RIU Buenavista 4*                |              |
| Spanien                      | Teneriffa                | RIU Garoe 4*                     |              |
| Spanien                      | Teneriffa                | RIU Palace Teneriffa             |              |
| Kap Verde                    | Boa Vista                | RIU Karamboa 5*                  | Adults Only  |
| Kap Verde                    | Boa Vista                | RIU Palace Boa Vista             |              |
| Kap Verde                    | Boa Vista                | RIU Touareg 5*                   |              |
| Kap Verde                    | Sal                      | RIU Cabo Verde 5*                | Adults Only  |
| Kap Verde                    | Sal                      | RIU Funana 5*                    |              |
| Kap Verde                    | Sal                      | RIU Palace Santa Maria           |              |
| Marokko                      | Agadir                   | RIU Palace Tikida Agadir         |              |
| Marokko                      | Agadir                   | RIU Palace Tikida Taghazout      |              |
| Marokko                      | Agadir                   | RIU Tikida Beach 4*              | Adults Only  |
| Marokko                      | Agadir                   | RIU Tikida Dunas 4*              |              |
| Marokko                      | Marrakesch               | RIU Tikida Garden 4*             | Adults Only  |
| Marokko                      | Marrakesch               | RIU Tikida Palmeraie 4*          |              |
| Mauritius                    | Morne Brabant            | RIU Palace Mauritius             | Adults Only  |
| Mauritius                    | Morne Brabant            | RIU Turquoise 4*                 |              |
| Senegal                      | Pointe Sarène            | RIU Baobab 5*                    |              |
| Tansania                     | Sansibar                 | RIU Jambo 4*                     |              |
| Tansania                     | Sansibar                 | RIU Palace Zanzibar              | Adults Only  |
| Malediven                    | Dhaalu Atoll             | RIU Atoll Hotel 4*               |              |
| Malediven                    | Dhaalu Atoll             | RIU Palace Maldivas              |              |
| Sri Lanka                    | Ahungalla                | RIU Sri Lanka 5*                 |              |
| Vereinigte Arabische Emirate | Dubai                    | RIU Dubai 4*                     |              |

## Hotelkategorien

### RIU Classic
Die RIU Classic‑Hotels (bis 2018 oft als „RIU ClubHotels“ bezeichnet) bilden das Kernsegment des Strandresort‑Angebots. Sie sind auf Familien, Paare und Gruppen ausgerichtet, die einen preislich attraktiven All‑inclusive‑Urlaub mit einem breiten Freizeit- und Animationsprogramm suchen.
Merkmale:
- Lage: Stranddestinationen in beliebten Urlaubsländern
- Ausstattung: Standardzimmer mit komfortabler Einrichtung
- Gastronomie: Buffets und Themenrestaurants (z. B. mexikanisch, italienisch, asiatisch)
- Freizeit: Animationsprogramme („Fun4All“), Kinderclubs, Pools, Sportangebote
- Zugang: Classic‑Gäste dürfen benachbarte Classic‑Hotels nutzen, jedoch nicht die Einrichtungen von RIU Palace‑Hotels.

### RIU Palace
RIU Palace ist die Premium‑Strandhotelmarke von RIU. Sie richtet sich an Gäste, die besonderen Wert auf Eleganz, gehobene Gastronomie und zusätzlichen Service legen.
Merkmale:
- Lage: Stranddestinationen, oft direkt am Meer mit bevorzugten Lagen
- Zimmer: Junior Suiten oder Suiten, oft mit Meerblick, moderne Ausstattung
- Gastronomie: À-la-carte-Restaurants, Gourmetküche, Premium-Spirituosen, 24‑Stunden‑Roomservice
- Exklusivbereiche: „Elite Club by RIU“ (eigener Check-in, Lounge, reservierte Pool-/Strandbereiche)
- Zugang: Palace‑Gäste dürfen in der Regel auch benachbarte Classic‑Hotels nutzen, umgekehrt nicht.
- Teilweise Adults‑Only‑Konzepte verfügbar.[6]

### RIU Plaza
Die RIU Plaza‑Hotels sind die Stadthotels der Kette und unterscheiden sich grundlegend von Classic und Palace. Sie bieten Unterkünfte in zentralen Lagen großer Städte und sind auf Geschäftsreisende sowie Städtetouristen ausgerichtet.
Merkmale:
- Lage: Metropolen wie New York, Berlin, Madrid, Panama City, Guadalajara
- Zielgruppe: Geschäftsreisende, Städtereisende, Eventgäste
- Ausstattung: Moderne Zimmer, Business-Center, Konferenzräume, Fitnessstudios
- Gastronomie: Frühstücksbuffets, teilweise À-la-carte-Restaurants oder Bars
- Service: Kein klassisches All‑inclusive, sondern Übernachtung mit Frühstück oder optionalen Mahlzeiten
- Architektur & Design: Urban, oft Hochhäuser oder Landmarken[7]